# Acipenser medirostris
Lo storione verde (Acipenser medirostris Ayres, 1854), è un pesce osseo appartenente alla famiglia famiglia Acipenseridae.

## Distribuzione e habitat
Questa specie è endemica della costa orientale del Nord America, dalle Isole Aleutine e dal Golfo di Alaska fino al Messico.